# Jacques Rousseau
Jacques Rousseau (ur. 10 marca 1951 w Pointe-à-Pitre, zm. 14 lutego 2024) – francuski lekkoatleta, który specjalizował się w skoku w dal.
Dwukrotnie – w 1972 oraz 1976 – startował w igrzyskach olimpijskich. Swoją międzynarodową karierę rozpoczął od srebrnego medalu mistrzostw Europy juniorów w Paryżu (1970). Złoty medalista mistrzostw Europy w 1978 roku oraz dwukrotny halowy mistrz Starego Kontynentu (1975 oraz 1976). W 1976 ustanowił rekord Francji (8,26), który przetrwał aż do 1997. Medalista mistrzostw kraju oraz reprezentant Francji m.in. w pucharze Europy. Rekord życiowy: stadion – 8,26 (26 czerwca 1976, Villeneuve-d’Ascq); hala – 8,01 (16 lutego 1975, Orlean).

## Osiągnięcia
| Rok  | Impreza                     | Miejsce   | Pozycja     | Wynik |
| ---- | --------------------------- | --------- | ----------- | ----- |
| 1970 | Mistrzostwa Europy juniorów | Paryż     | 2. miejsce  | 7,81  |
| 1971 | Mistrzostwa Europy          | Helsinki  | 11. miejsce | 7,56  |
| 1972 | Mecz Polska – Francja       | Warszawa  | 5. miejsce  | 7,57  |
| 1972 | Igrzyska olimpijskie        | Monachium | 10. miejsce | 7,65  |
| 1973 | Mecz Francja – Polska       | Paryż     | 1. miejsce  | 7,89  |
| 1974 | Mistrzostwa Europy          | Rzym      | 10. miejsce | 7,58  |
| 1975 | Halowe mistrzostwa Europy   | Katowice  | 1. miejsce  | 7,94  |
| 1975 | Mecz Polska – Francja       | Bydgoszcz | 4. miejsce  | 7,75  |
| 1976 | Halowe mistrzostwa Europy   | Monachium | 1. miejsce  | 7,90  |
| 1976 | Igrzyska olimpijskie        | Montreal  | 4. miejsce  | 8,00  |
| 1977 | Finał pucharu Europy        | Helsinki  | 1. miejsce  | 8,05  |
| 1978 | Mistrzostwa Europy          | Praga     | 1. miejsce  | 8,18  |
| 1978 | Puchar Narodów              | Tokio     | 2. miejsce  | 7,87  |